# Nam Jin-woo
 (octobre 2021).
La mise en forme du texte ne suit pas les recommandations de Wikipédia : il faut le « wikifier ».
Les points d'amélioration suivants sont les cas les plus fréquents. Le détail des points à revoir est peut-être précisé sur la page de discussion.
- Les titres sont pré-formatés par le logiciel. Ils ne sont ni en capitales, ni en gras.
- Le texte ne doit pas être écrit en capitales (les noms de famille non plus), ni en gras, ni en italique, ni en « petit »…
- Le gras n'est utilisé que pour surligner le titre de l'article dans l'introduction, une seule fois.
- L'italique est rarement utilisé : mots en langue étrangère, titres d'œuvres, noms de bateaux, etc.
- Les citations ne sont pas en italique mais en corps de texte normal. Elles sont entourées par des guillemets français : « et ».
- Les listes à puces sont à éviter, des paragraphes rédigés étant largement préférés. Les tableaux sont à réserver à la présentation de données structurées (résultats, etc.).
- Les appels de note de bas de page (petits chiffres en exposant, introduits par l'outil «  Source ») sont à placer entre la fin de phrase et le point final[comme ça].
- Les liens internes (vers d'autres articles de Wikipédia) sont à choisir avec parcimonie. Créez des liens vers des articles approfondissant le sujet. Les termes génériques sans rapport avec le sujet sont à éviter, ainsi que les répétitions de liens vers un même terme.
- Les liens externes sont à placer uniquement dans une section « Liens externes », à la fin de l'article. Ces liens sont à choisir avec parcimonie suivant les règles définies. Si un lien sert de source à l'article, son insertion dans le texte est à faire par les notes de bas de page.
- La présentation des références doit suivre les conventions bibliographiques. Il est recommandé d'utiliser les modèles {{Ouvrage}}, {{Chapitre}}, {{Article}}, {{Lien web}} et/ou {{Bibliographie}}. Le mode d'édition visuel peut mettre en forme automatiquement les références.
- Insérer une infobox (cadre d'informations à droite) n'est pas obligatoire pour parachever la mise en page.

Pour une aide détaillée, merci de consulter Aide:Wikification.
Si vous pensez que ces points ont été résolus, vous pouvez retirer ce bandeau et améliorer la mise en forme d'un autre article.
Nam Jin-Woo (남진우; né en 1960) est un poète, critique littéraire et professeur sud-coréen.

## Biographie
Nam Jin-Woo est né à Jeonju, en Corée du Sud en 1960. Il a étudié l'écriture à l'université de Chung-Ang, où il a également obtenu sa maîtrise et son doctorat. Sa carrière littéraire a commencé lorsqu'il a remporté prix Dong-a Ilbo pour la poésie en 1981 et le prix Chosun-Ilbo pour la critique littéraire en 1983. Il a été rédacteur en chef du journal trimestriel Munhakdongne et du journal mensuel Hyeondaesihak. Depuis 2004, il enseigne l'écriture à l'université de Myongji.
Dans les années 1980, il a été membre de la société littéraire Siundong (« mouvement poétique ») aux côtés des poètes Ha Jae-bong, Lee Moon-jae et Park Deok-kyu. En tant que poète et critique, il a joué un rôle majeur dans la transformation de Munhakdongne en un magazine trimestriel qui représente la littérature coréenne des années 1990. 
En 1999, il épouse la romancière Shin Kyung-sook.   
En 1992, il accuse l'écrivain Lee In-hwa d'avoir plagié plusieurs oeuvres pour écrire son premier roman 내가 누구인지 말할 수 있는 자는 누구인가 (Naega nuguinji malhal su itneun janeun nuguinga Qui peut me dire qui je suis) et a depuis participé à d'autres débats sur le plagiat. Au début des années 2000, il s'exprime sur la controverse à propos de la revue Munhakdongne, et de plusieurs autres revues littéraires, qui exerceraient trop de pouvoir sur la scène littéraire sud-coréenne. En 2015, il est de nouveau impliqué dans un scandale sur le plagiat, tournant cette fois autour de sa femme et romancière Shin Kyung-sook. En conséquence, il démissionne du comité de rédaction de Munhakdongne.
Nam a été acclamé par la critique et le public pour ses essais sur la littérature et sa poésie. Il a remporté le 8e prix Dongsuh du meilleur essai en 1995, le 9e prix Kim-Daljin de poésie en 1998, le 11e prix Socheon-Lee-Heon-gu du meilleur essai en 1999, le 46e Prix littéraire Hyundae du meilleur essai en 2001, le 13e prix Palbong en 2002, 15e prix Daesan de poésie en 2007 et 22e prix Daesan de critique littéraire en 2014. 

## Style
Nam Jin-Woo est a été comparé à «un pèlerin qui ne cesse de poursuivre ce qui est sacré ou mystérieux ». Depuis la parution de son premier recueil de poésie, 깊은 곳에 그물을 드리우라 (Gipeun gose geumureul deuriura ), il s'est principalement intéressé au sacré. il tente « d'atteindre le sacré en écrivant sur l'impossibilité du sacré en cette époque malheureuse. »
Il utilise une imagerie invoquant les flammes, les dunes de sable, les visites inattendues d'animaux, la mort et des sons lointains. Le travail de Nam a de forts thèmes religieux et fatalistes. Il considère que sa tâche en tant que poète est de rechercher avec persistance le salut même si cela s'avère impossible.

## Œuvres

### Poésie
- 깊은 곳에 그물을 드리우라, 1990
- 죽은 자를 위한 기도, 1997
- 타오르는 책, 2000
- 새벽 세 시의 사자 한 마리, 2006
- 사랑의 어두운 저편, 2009

### Essais
- 바벨탑의 언어, 1989
- 신성한 숲, 1995
- 숲으로 된 성벽, 1999
- 그리고 신은 시인을 창조했다, 2001
- 나사로의 시학, 2013
- 폐허에서 꿈꾸다, 2013